# 藤波和忠
藤波 和忠（ふじなみ かずただ）は、江戸時代中期の日本の公卿、神宮祭主。

## 生涯
宝永4年（1707年）、当時神祇権大副の徳忠の子として生まれる。宝永8年（1711年）に5歳で叙爵され、正徳5年（1715年）、9歳で元服・昇殿を許され、同日に左京大夫に任じられ、以降順調に昇叙していった。
享保12年（1727年）、21歳で祭主となるが、同年中に両親を亡くす。享保18年（1733年）、従三位に叙され公卿に列するが、嫡男の駿麿を亡くした。その後は男児に恵まれず、遂に実弟・效忠を養子に迎え入れたが、こちらも寛延4年（1751年）1月に6歳で亡くなってしまう。そのため、同年9月25日には、下冷泉家の宗家の次男久丸を婿養子として迎え入れることにした。宝暦9年（1764年）、待望の男児、寛忠が生まれた。しかし祭主職は、三年後の宝暦12年、そのまま養子・季忠に継承された。
明和2年12月5日、正二位に叙される。その翌日、59歳で薨去した。

## 官歴
- 宝永8年2月12日（1711年3月30日）、従五位下
- 正徳5年11月16日（1715年12月11日）、左京大夫
- 正徳5年12月27日（1716年1月21日）、従五位上
- 享保2年5月10日（1717年6月18日）、神祇権大副、兼左京大夫
- 享保3年12月26日（1719年2月14日）、正五位下
- 享保7年2月3日（1722年3月19日）、従四位下
- 享保11年5月28日（1726年6月27日）、従四位上
- 享保12年閏1月21日（1727年3月13日）、祭主、神祇大副へ転任、左京大夫如元
- 享保12年閏1月24日（1727年3月16日）、両宮造宮使
- 享保12年7月6日（1727年8月22日）、除服出仕復任[注 1]
- 享保12年11月18日（1727年12月30日）、除服出仕復任[注 2]
- 享保13年10月7日（1728年11月8日）、造宮使に還補
- 享保14年1月16日（1729年2月13日）、正四位下
- 享保18年1月23日（1733年3月8日）、従三位、神祇大副如元[注 3]
- 元文3年11月23日（1739年1月2日）、正三位
- 元文5年2月27日（1740年3月24日）、伊勢権守を兼任
- 寛保2年2月6日（1742年3月12日）、造宮使
- 延享元年7月13日（1744年8月20日）、伊勢権守を辞任
- 寛延元年11月21日（1749年1月9日）、従二位
- 宝暦12年1月22日（1767年2月15日）、祭主を辞任
- 明和元年10月2日（1764年10月26日）、神祇大副を辞任
- 明和2年12月5日（1766年1月16日）、正二位

## 系譜
- 父：藤波徳忠
- 母：家女房
- 正室：牧野英成女
- 家女房
  - 男子：藤波寛忠
- 生母不明の子女
  - 男子：藤波駿麿
  - 女子：藤波伊子 - 藤波季忠室
  - 女子：某 - 綾小路有美室[注 4]
  - 養子：藤波效忠 - 和忠の実弟
  - 養子：藤波季忠 - 冷泉宗家次男